# Луї Томлінсон
Луї Вільям Томлінсон (англ. Louis William Tomlinson; нар. 24 грудня 1991, Донкастер, Саут-Йоркшир, Англія) — британський співак та автор пісень, який здобув популярність завдяки групі One Direction і участі в шоу The X Factor у 2010 році.

## Біографія

### Сім'я і дитинство
Томлінсон народився в сім'ї Джоани Поулстон і Троя Остіна. Його батьки розлучилися, коли йому було 2 роки, і він узяв прізвище вітчима Марка Томлінсона. У нього є п'ять молодших сестер: з боку батька (Джорджія) і з боку матері (Шарлотта, Фелісіте, близнюки Дейзі і Фібі, Ернест та Доріс). Його мати померла після тривалої боротьби з лейкемією 7 грудня 2016 року.
Луї відвідував школу акторської майстерності в місті Барнслі, брав участь в шкільних спектаклях та мюзиклах. У віці 15 років Луї отримав свої перші ролі в кіно - знявся у фільмі «If I Had You» і серіалі «Вулиця Ватерлоо»

## Кар'єра

### The X Factor і One Direction
У 2010 році Томлінсон прийшов на проєкт The X Factor як сольний учасник. Але він не досяг успіху у відборі вокального конкурсу і суддя Ніколь Шерзінгер запропонувала йому і ще 4 хлопцям об'єднатися в групу. Групі дали назву One Direction, і до неї увійшли: Ліам Пейн, Луї Томлінсон, Гаррі Стайлс, Найл Хоран і Зейн Малік.
Гурт зайняв 3-тє місце в шоу, і, на даний момент, One Direction випустили 5 альбомів: Up All Night, Take Me Home, Midnight Memories, Four і Made in the A.M.

### Сольна кар'єра
Луї також займається сольними проєктами - 10 грудня 2016 року він випустив спільну пісню з діджеєм Стівом Ейокі під назвою «Just Hold On». Томлінсон та Ейокі вперше виконали пісню наживо у день її виходу, під час фіналу The X Factor. Томлінсон присвятив пісню своїй покійній мамі. В 2017 році він виступив на концерті Аокі з цією піснею в рамках фестивалю Ultra Music Festival у Маямі.
21 липня 2017 року відбулася прем`єра нового синглу Томлінсона «Back To You», записаного за участю Бібі Рекси та Digital Farm Animals.
12 жовтня 2017 Луї випустив промо сингл «Just Like You». 1 грудня 2017 вийшов другий сольний сингл Луї «Miss You».
17 липня 2018 було оголошено, що Луї разом з Саймоном Ковеллом, Роббі Вільямсом та Айдою Філд стане суддею 15 сезону The X Factor. Томлінсон був ментором категорії "Хлопці" та увійшов в історію як перший колишній учасник шоу, чий підопічний (Далтон Гарріс) став переможцем. 
У лютому 2019 року Томлінсон підписав контракт з лейблом звукозапису Arista Records.
7 березня 2019 Луї випустив пісню «Two of Us», присвячена його покійній мамі. «Two of Us» - перший сингл його дебютного альбому Walls, що вийшов 31 січня 2020 року. 
5 вересня 2019 вийшов «Kill My Mind», другий сингл дебютного альбому Луї. 
24 жовтня 2019 Луї випустив третій сингл свого дебютного альбому, пісню «We Made It», присвячену своїй дівчині Елеонор Колдер, а також своїм фанатам. 
23 листопада 2019 Луї випустив пісню «Don't Let It Break Your Heart», четвертий сингл свого дебютного альбому. 
17 січня 2020 року Луї випустив пісню «Walls», п'ятий та останній сингл свого однойменного альбому. 
31 січня 2020 року вийшов перший альбом Луї Томлінсона Walls, який дебютував на першому місці у iTunes у більше, ніж 50 країнах світу (у тому числі в Україні).

## Особисте життя
Томлінсон протягом майже чотирьох років перебував у стосунках з моделлю Елеонор Колдер, але у 2015 році вони розлучилися.
У червні 2015 року з'явилася інформація, що колишня дівчина Луї, Бріана, чекає від нього дитину. На початку серпня 2015 року на Good Morning America він підтвердив цю інформацію. 21 січня 2016 року у нього народився син Фредді Рейн Томлінсон. В численних інтерв'ю Луї говорив, що йому подобається бути батьком і він прагне мати більше дітей в майбутньому.
З грудня 2015 року по січень 2017 зустрічався з актрисою Деніел Кемпбелл. 
В 2017 році відновив стосунки з Елеонор Колдер.
Сестра Луї, Фелісіті померла 13 березня від серцевого нападу у віці 18 років. 

## Визнання та нагороди
| Рік                     | Нагорода                                     | Категорія                                | Посилання |
| ----------------------- | -------------------------------------------- | ---------------------------------------- | --------- |
| 2017                    |                                              |                                          |           |
| Teen Choice Awards      | Choice Music: Collaboration – "Just Hold On" | [ 22 ]                                   |           |
| BreakTudo Awards        | New Artist International                     | [ 23 ]                                   |           |
| MTV Europe Music Awards | Best UK Act                                  | [ 24 ]                                   |           |
| 2018                    | iHeartRadio Music Awards                     | Best Solo Breakout                       | [ 25 ]    |
| 2018                    | Teen Choice Awards                           | Choice Male Artist                       | [ 26 ]    |
| 2019                    | Teen Choice Awards                           | Choice Single: Male Artist – "Two Of Us" | [ 27 ]    |

В листопаді 2021 року, Луі Томлінсон увійшов у Книгу рекордів Гінесса, продавши найбільше квитків на трансляцію свого сольного концерту.